# Stelis argentata
Stelis argentata, thường được biết đến với tên the Silvery Stelis, là một loài lan of the genus Stelis.
Nó được tìm thấy ở miền trung America. It has stems of ½ inch flowers.

## Hình ảnh

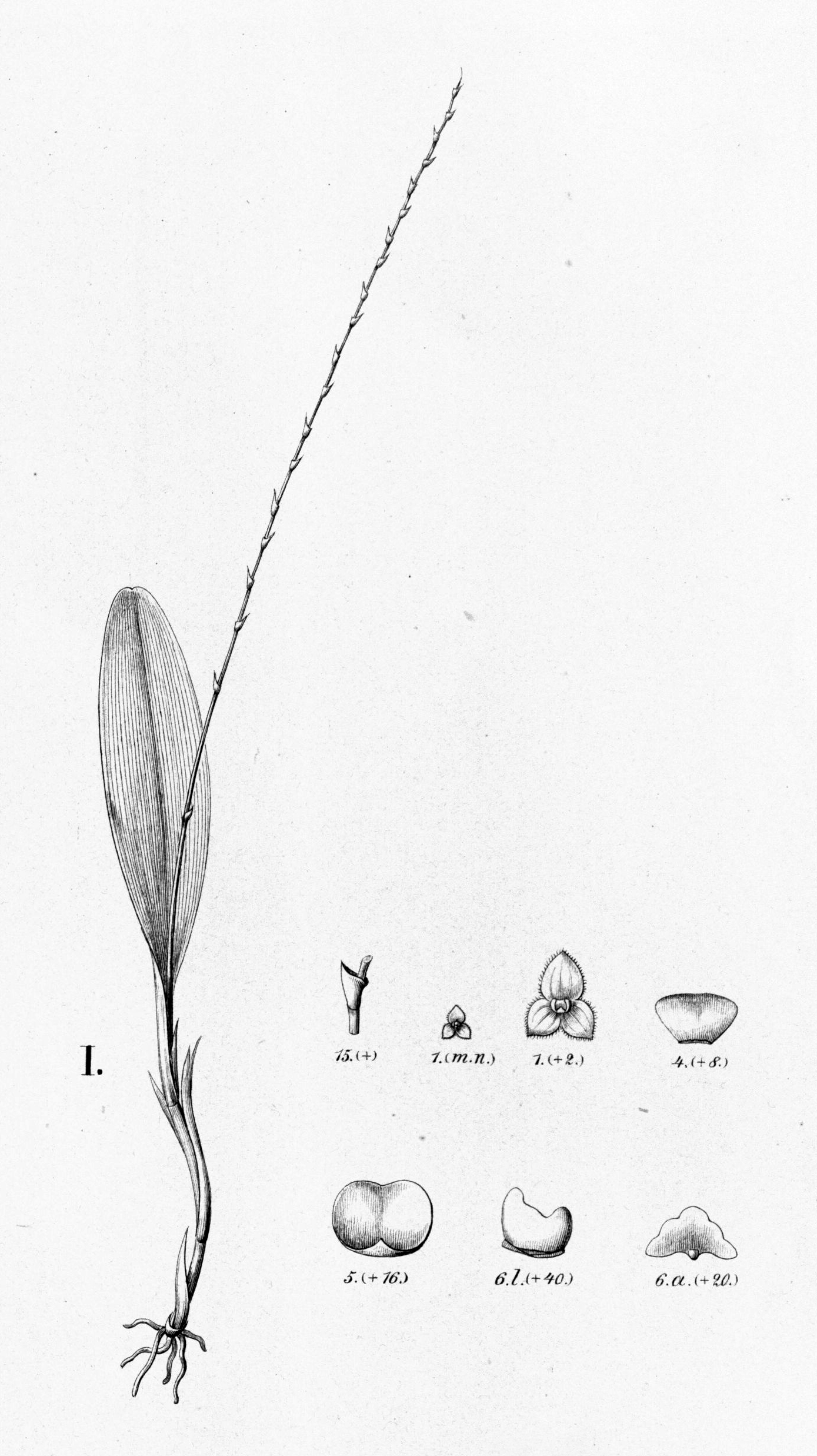
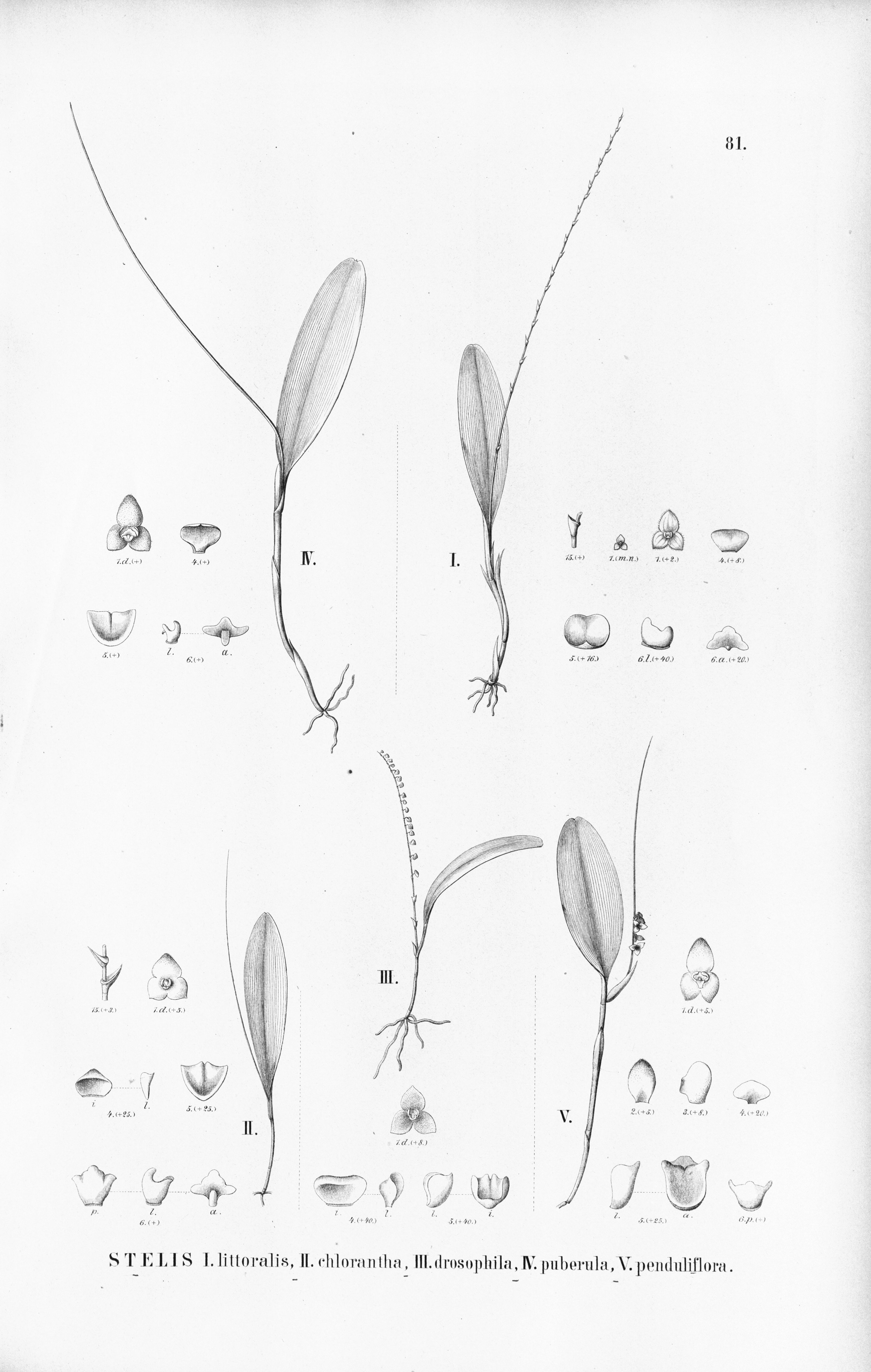
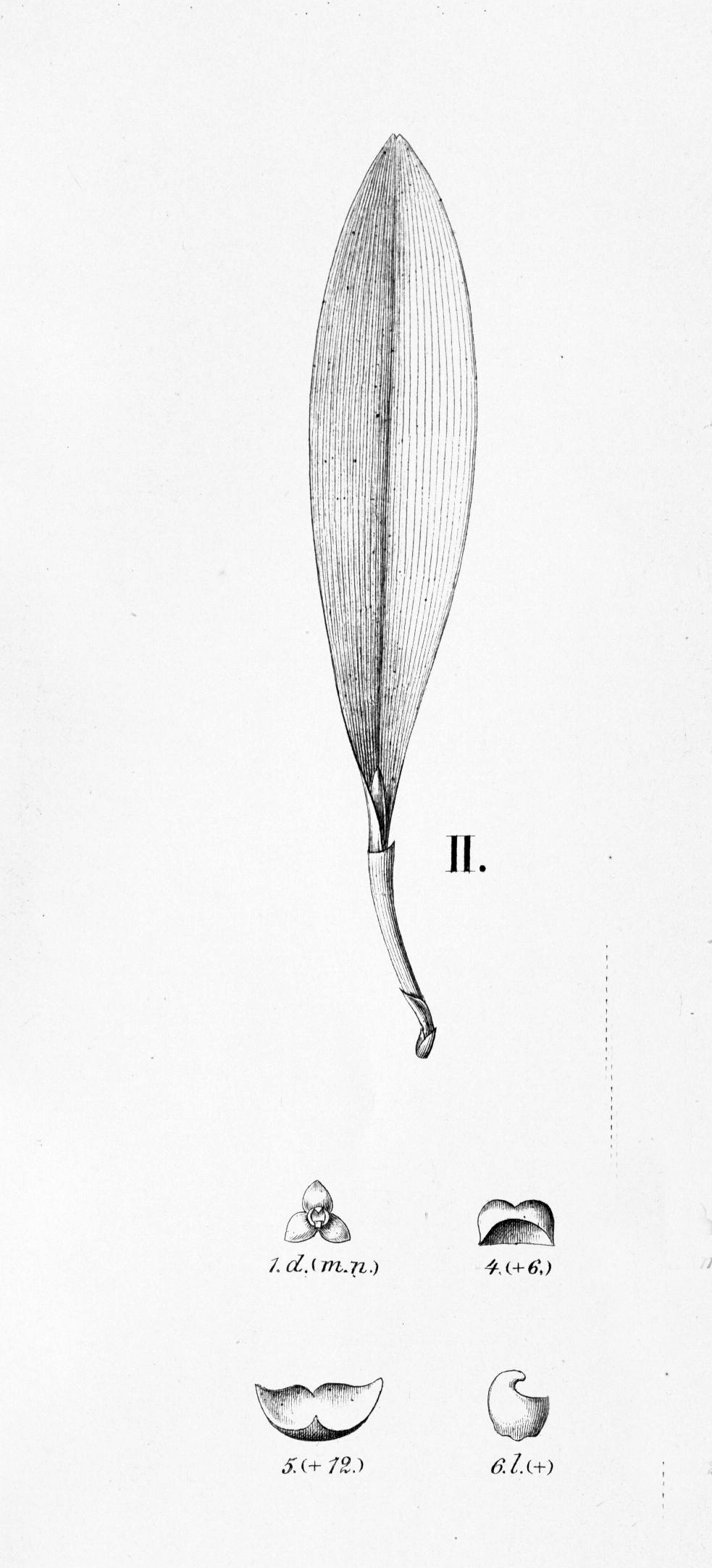
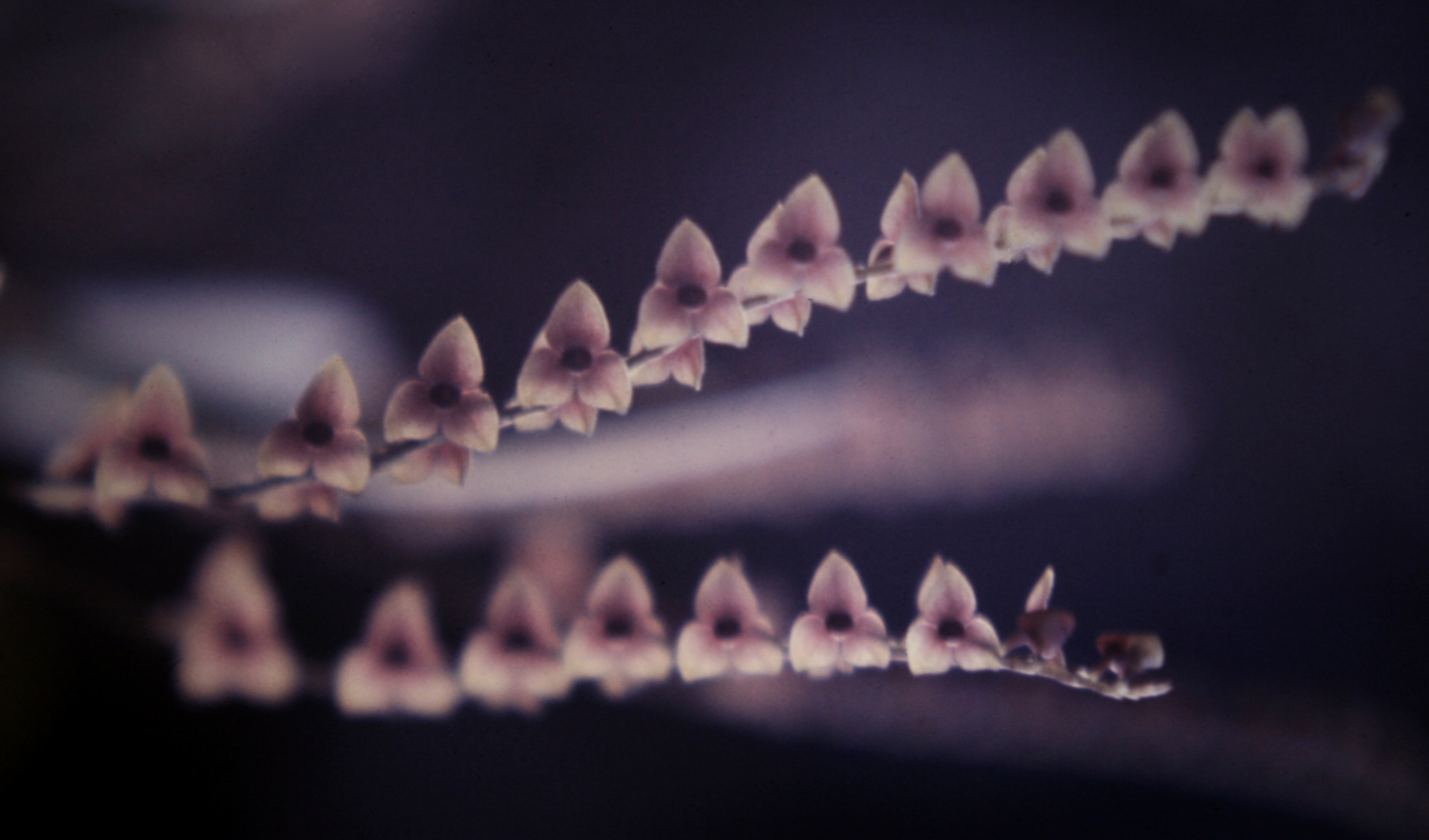